# Đa M'bri
Đa M'bri là dòng suối, phụ lưu cấp 2 của sông Đồng Nai, chảy ở các huyện Bảo Lâm, Đạ Huoai và Bảo Lộc, tỉnh Lâm Đồng, Việt Nam .
Đa M'bri đổ vào sông Đa Huoai. Trên dòng Đa M'bri có thác Đa M'bri nổi tiếng, nằm ở đoạn qua xã Đamb'ri thành phố Bảo Lộc.

## Dòng chảy
Đa M'bri bắt nguồn từ hợp lưu các suối ở nam huyện Bảo Lâm và bắc thành phố Bảo Lộc, chảy uốn lượn về hướng tây nam.
Đến vùng đất xã Phước Lộc huyện Đạ Huoai thì Đa M'bri đổ vào dòng sông Đa Huoai.

## Chỉ dẫn
1. ↑  Trong tiếng các dân tộc ở đây thì đa hay đạ có nghĩa là nước, sông, suối. Tên suối theo bản đồ là Đa M'bri. Nhiều văn liệu viết khác đi, ví dụ tên xã Đamb'ri, còn dự án thủy điện trên dòng Đa M'bri này thì ghi tên là thủy điện Đam'Bri và là tên hành chính của nhà máy.